# 蔡桥街道
蔡桥街道是中华人民共和国四川省成都市青羊区下辖的一个街道办事处。

## 行政区划
蔡桥街道下辖以下村级行政区划单位：
同瑞社区、同辉社区、万家湾社区、蔡桥社区、华严社区、七里沟社区、红碾社区、同欣社区。